# Suore adoratrici ancelle del Santissimo Sacramento e della carità
Le suore adoratrici ancelle del Santissimo Sacramento e della Carità (in latino Sorores Adoratrices Ancillae SS. Sacramenti et a Caritate, in spagnolo Adoratrices Esclavas del Santísimo Sacramento y de la Caridad) sono un istituto religioso femminile di diritto pontificio: i membri di questa congregazione pospongono al loro nome la sigla A.A.S.C.

## Storia

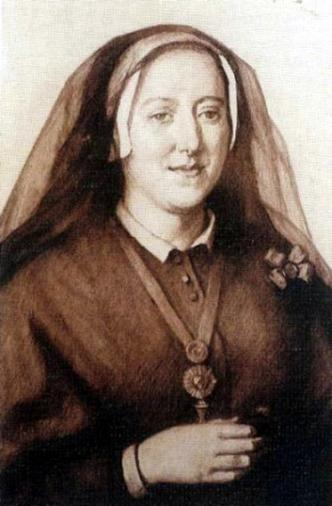
Maria Michela del Santissimo Sacramento

L'istituto venne fondato dalla nobildonna spagnola Micaela Desmaisières y López Dicastillo y Olmeda (1809-1865), viscontessa de Jorbalàn: dedita alla cura dei malati presso l'ospedale madrileno di San Juan de Dios, ebbe modo di imbattersi nella realtà della prostituzione e ne fu molto colpita.
Il 21 aprile 1845 aprì la sua prima casa di accoglienza per donne sfruttate: il 3 febbraio 1856 la Desmaisières e le sue prime collaboratrici iniziarono a condurre vita comune dando inizio alla Congregazione delle adoratrici ancelle del Santissimo Sacramento e della Carità, per la rieducazione delle ragazze traviate e delle prostitute.
L'istituto ottenne il pontificio decreto di lode da papa Pio IX il 15 settembre 1860 e le sue costituzioni vennero approvate definitivamente dalla Santa Sede il 24 novembre 1866.
La fondatrice (in religione madre Maria Michela del Santissimo Sacramento), beatificata nel 1925, fu proclamata santa da papa Pio XI il 4 marzo 1934.

## Attività e diffusione
Le suore adoratrici hanno come fine apostolico la "rieducazione delle giovani traviate"; con il Concilio Vaticano II, che ha invitato gli istituti religiosi a riscoprire il carisma dei fondatori, la congregazione ha esteso la sua attività al servizio di tutte donne sfruttate e vittime della prostituzione.
Sono presenti in Europa (Francia, Italia, Portogallo, Regno Unito, Spagna), in America Latina (Argentina, Bolivia, Brasile, Cile, Colombia, Cuba, Ecuador, Perù, Repubblica Dominicana, Venezuela), in Africa (Marocco, Togo) e in Asia (Cambogia, Giappone, India): la sede generalizia è a Roma.
Al 31 dicembre 2005, la congregazione contava 1.312 religiose in 168 case.